# حسام محمودی
حسام محمودی فرید (۱ فروردین ۱۳۶۵ – ۱۲ اردیبهشت ۱۴۰۲) بازیگر ایرانی بود. وی بازیگری را با فیلم خسته نباشید! (۱۳۹۱) آغاز کرد و با مجموعهٔ لحظه گرگ و میش (۱۳۹۷) به شهرت رسید.

## زندگی‌نامه
حسام محمودی فرید در ۱ فروردین ۱۳۶۵ در تهران زاده شد. او هنرپیشه و دانش‌آموختهٔ رشتهٔ حقوق قضایی و فوق لیسانس کارگردانی تئاتر از دانشگاه تربیت مدرس بود. او پیش از ورود به دانشگاه در کلاس‌های بازیگری مهین اسکویی و امین تارخ شرکت کرد. او همچنین مدتی در کلاس‌های حسن معجونی نیز شرکت کرد. محمودی مدتی عضو گروه لیو به سرپرستی معجونی شد و اجرا در تئاتر را آغاز کرد. محمودی در تست بازیگری برای حضور در فیلم سینمایی خسته نباشید! (۱۳۹۱) پذیرفته و با بازی در مجموعهٔ گاهی به پشت سر نگاه کن (۱۳۹۴) وارد تلویزیون شد.

## درگذشت
محمودی در ۱۲ اردیبهشت ۱۴۰۲ در سن ۳۷ سالگی به علت ایست قلبی درگذشت. آخرین نقش‌آفرینی او در سریال رحیل (۱۴۰۲) بود که در میانهٔ تولید آن درگذشت و نقشش ناتمام ماند. آخرین نقش‌آفرینی کامل محمودی بازی در سریال سوران (۱۴۰۲) در نقش رستگار بود که چند روز قبل از درگذشت ناگهانی‌اش به اتمام رسیده بود و حدود یک ماه بعد از درگذشت وی از شبکه ۱ پخش شد.

## فیلم‌شناسی

### سینما
| سال  | عنوان                | نقش        | کارگردان                |
| ---- | -------------------- | ---------- | ----------------------- |
| ۱۴۰۱ | غریب                 | سید        | محمدحسین لطیفی          |
| ۱۴۰۱ | عطرآلود              |            | هادی مقدم‌دوست           |
| ۱۳۹۸ | رمانتیسم عماد و طوبا |            | کاوه صباغ‌زاده           |
| ۱۳۹۸ | پروا                 | خسرو امیری | مهران مهدویان           |
| ۱۳۹۶ | اگزما                |            | مهران مهدویان           |
| ۱۳۹۶ | آستیگمات             |            | مجیدرضا مصطفوی          |
| ۱۳۹۶ | سایه فیل             |            | آرمان خوانساریان        |
| ۱۳۹۵ | سد معبر              |            | محسن قرائی              |
| ۱۳۹۳ | مرگ ماهی             | روزبه      | روح‌الله حجازی           |
| ۱۳۹۳ | سپید به رنگ مروارید  |            | روح‌الله حجازی           |
| ۱۳۹۲ | امروز                |            | رضا میرکریمی            |
| ۱۳۹۲ | حق سکوت              | میرهاشم    | محمدهادی نائیجی         |
| ۱۳۹۲ | مردن به وقت شهریور   |            | هاتف علیمردانی          |
| ۱۳۹۲ | شب، بیرون            |            | کاوه سجادی حسینی        |
| ۱۳۹۱ | خسته نباشید!         | مرتضی      | افشین هاشمی، محسن قرائی |

### تلویزیون
| سال  | عنوان                  | نقش                       | کارگردان                       | شبکه   |
| ---- | ---------------------- | ------------------------- | ------------------------------ | ------ |
| ۱۴۰۲ | رحیل                   | ولیعهد محمدحسن میرزا      | مسعود آب‌پرور و رامین عباسی‌زاده | شبکه ۳ |
| ۱۴۰۲ | سوران                  | رستگار                    | سروش محمدزاده                  | شبکه ۱ |
| ۱۴۰۰ | نوار زرد ۲             | محسن                      | سروش محمدزاده                  | شبکه ۲ |
| ۱۴۰۰ | کلبه‌ای در مه           | دامون (امیر)              | حسن لفافیان                    | شبکه ۳ |
| ۱۳۹۹ | باخانمان               | مسعود خاکپور              | برزو نیک‌نژاد                   | شبکه ۳ |
| ۱۳۹۸ | سرگذشت                 |                           | سید جمال سیدحاتمی              | شبکه ۱ |
| ۱۳۹۸ | دل‌دار                  | امیر گودرزی (سامان افضلی) | نوید محمودی، جمشید محمودی      | شبکه ۲ |
| ۱۳۹۷ | لحظهٔ گرگ و میش         | هادی وحدت                 | همایون اسعدیان                 | شبکه ۳ |
| ۱۳۹۶ | سایه‌بان                | غفور                      | نوید محمودی، جمشید محمودی      | شبکه ۲ |
| ۱۳۹۶ | شکوه یک زندگی          | یحیی                      | رضا بهشتی                      | شبکه ۲ |
| ۱۳۹۵ | زعفرانی                | محمدرضا زعفرانی           | حامد محمدی                     | شبکه ۲ |
| ۱۳۹۴ | گاهی به پشت سر نگاه کن | بهزاد جمشیدی              | مازیار میری                    | شبکه ۲ |

### نمایش خانگی
| سال  | عنوان | نقش   | کارگردان                  | توضیحات                          |
| ---- | ----- | ----- | ------------------------- | -------------------------------- |
| ۱۴۰۰ | آنها  | بهرنگ | میلاد جرموز، مهدی آقاجانی | بازی در اپیزود نون و پنیر آوردیم |